# Station Gamo Yonchome
Station Gamō Yonchōme (蒲生四丁目駅, Gamō Yonchōme-eki) is een metrostation in de wijk Jōtō-ku, Osaka, Japan. Het wordt aangedaan door de Nagahori Tsurumi-ryokuchi-lijn (van oost naar west) en de Imazatosuji-lijn (van noord naar zuid). Doordat de lijnen elkaar kruisen hebben zij elk hun eigen perrons.

## Lijnen

### Nagahori Tsurumi-ryokuchi-lijn(stationsnummer N23)
| 1 | ■Nagahori Tsurumi-ryokuchi-lijn | richting Kadoma-Minami                    |
| 2 | ■Nagahori Tsurumi-ryokuchi-lijn | richting Kyōbashi, Shinsaibashi en Taishō |

### Imazatosuji-lijn(stationsnummer I18)
| 1 | ■Imazatosuji-lijn | richting Midoribashi en Imazato         |
| 2 | ■Imazatosuji-lijn | richting Taishibashi-Imaichi en Itakano |

## Geschiedenis
Het station werd in 1990 geopend aan de Ngahori Tsurumi-ryokuchi-lijn. In 2006 werd de Imazatosuji-lijn geopend en kreeg het een halte aan dit station.

## Overig openbaar vervoer
- Bussen 21, 31, 35, 35A, 36 en 68
- Kintetsu Bussen 10, 11 en 17

## Stationsomgeving

### Winkels
- Haruyama (kledingwinkel)
- 7-Eleven
- Lawson (2x)

### Restaurants
- Royal Host
- MOS Burger
- McDonald's

### Banken
- Mitsui-Sumitomo Bank
- Mitsubishi UFJ Tokyo Bank
- Risona Bank
- Osaka-shi Shinkin Bank
- Kinki Osaka Bank

### Kantoren
- SMBC Friend Effecten
- Hoofdkantoor van Joshin Denki

### Overig
- Autoweg 1
- Stadsdeelkantoor van Jōtō
- Bibliotheek van Jōtō
- Politiebureau van Jōtō
- Gamō-park
- Winkelpassage van Jōtō
- Neyagawa-rivier

Taishō · Dome-mae Chiyozaki · Nishi-Nagahori · Nishiōhashi · Shinsaibashi · Nagahoribashi · Matsuyamachi · Tanimachi Rokuchōme · Tamatsukuri · Morinomiya · Osaka Business Park · Kyōbashi · Gamō Yonchōme · Imafuku-Tsurumi · Yokozutsumi · Tsurumi-Ryokuchi · Kadoma-Minami
Itakano · Zuikō Yonchōme · Daidō-Toyosato · Taishibashi-Imaichi · Shimizu · Shimmori-Furuichi · Sekime-Seiiku · Gamō Yonchōme · Shigino · Midoribashi · Imazato